# Santa Maria delle Mole
Santa Maria delle Mole is een plaats (frazione) in de Italiaanse gemeente Marino (RM).

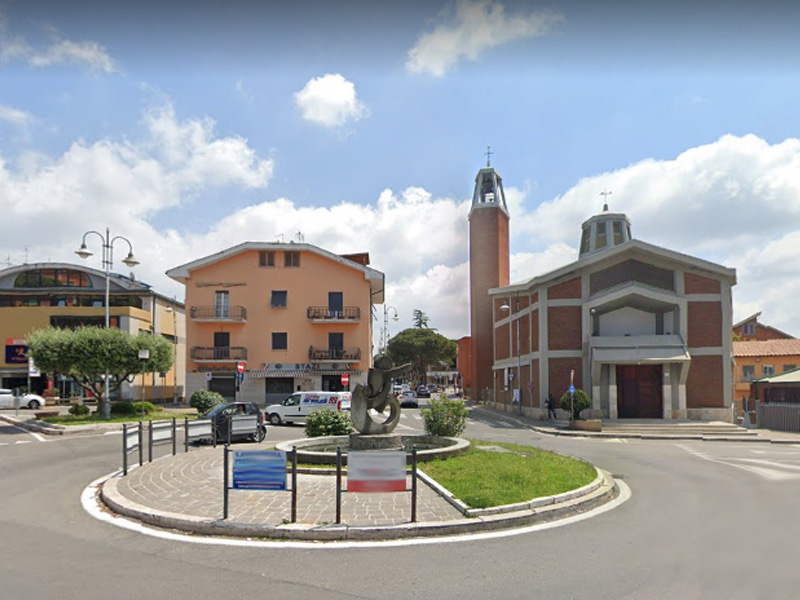